# Jesús Castillo (peruwiański piłkarz)
Jesús Abdallah Castillo Molina (ur. 11 czerwca 2001 w Callao) – peruwiański piłkarz występujący na pozycji defensywnego lub środkowego pomocnika, reprezentant Peru, od 2023 roku zawodnik portugalskiego Gil Vicente.